# Kenyas premiärminister

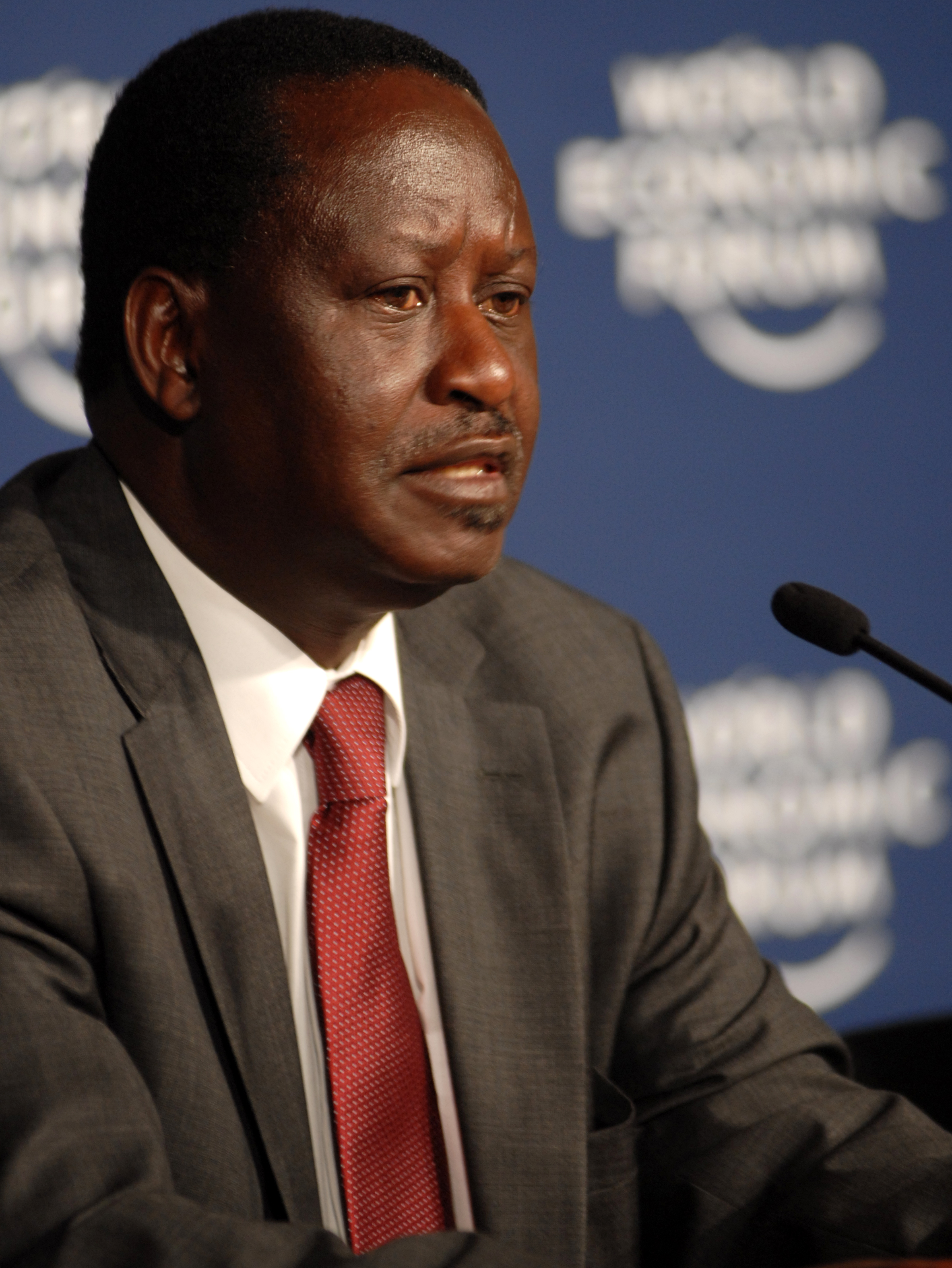
Raila Odinga, Kenyas andre premiärminister.

Premiärministerposten i Kenya återinrättades efter oroligheterna i landet 2007-2008, då oppositionen anklagade regeringen för valfusk. De påföljande demonstrationerna urartade till våldsamma sammandrabbningar, där gamla markkonflikter spädde på våldet. Efter medling av Kofi Annan enades parterna om att skriva en ny kenyansk konstitution, där makten delas mellan en president och en premiärminister. 2013 avskaffades premiärministerposten åter.

Tidigare har premiärministertiteln använts av Jomo Kenyatta. Under kolonialtiden styrdes Brittiska Östafrika, och senare kolonin Kenya, av en guvernör.

## Kenya
|  | Picture | Name                      | Took office       | Left office       | Political party              |
|  | ------- | ------------------------- | ----------------- | ----------------- | ---------------------------- |
|  |         | Ronald Gideon Ngala       | 1960              | 1 June 1963       | Kenya African National Union |
|  |         | Jomo Kenyatta             | 1 June 1963       | 12 December 1964  | Kenya African National Union |
|  |         | Jomo Kenyatta             | 12 December 1964  | 12 December 1964  | Kenya African National Union |
|  |         | Jaramogi Oginga Odinga    | 12 December 1964  | 14 April 1966     | KANU                         |
|  |         | Joseph Murumbi            | 3 May 1966        | 31 August 1966    | KANU                         |
|  |         | Daniel arap Moi           | 5 January 1967    | 22 August 1978    | KANU                         |
|  |         | Mwai Kibaki               | 14 October 1978   | 24 March 1988     | KANU                         |
|  |         | Josephat Karanja          | 24 March 1988     | 1 May 1989        | KANU                         |
|  |         | George Saitoti            | 1 May 1989        | 8 January 1998    | KANU                         |
|  |         | George Saitoti            | 8 January 1998    | 30 August 2002    | KANU                         |
|  |         | Musalia Mudavadi          | 4 November 2002   | 3 January 2003    | KANU                         |
|  |         | Michael Kijana Wamalwa    | 3 January 2003    | 23 August 2003    | NRC                          |
|  |         | Moody Awori               | 25 September 2003 | 9 January 2008    | NRC / PNU                    |
|  |         | Kalonzo Musyoka           | 9 January 2008    | 9 April 2013      | WDM–K                        |
|  |         | Raila Odinga              | 17 April 2008     | 9 April 2013      | Orange Democratic Movement   |
|  |         | William Ruto              | 9 April 2013      | 9 April 2019      | Jubilee                      |
|  |         | Uhuru Kenyatta            | 9 April 2019      | 13 September 2022 | The National Alliance        |
|  |         | Uhuru Kenyatta            | 9 April 2019      | 13 September 2022 |                              |
|  |         | Geoffrey Rigathi Gachagua | 13 September 2022 | 27 October 2022   | United Democratic Alliance   |
|  |         | Musalia Mudavadi          | 27 October 2022   | 1 June 2024       | Amani National Congress      |
|  |         | Musalia Mudavadi          | 1 June 2024       | Incumbent         | Amani National Congress      |